# Zamarada pelobasis
Zamarada pelobasis là một loài bướm đêm trong họ Geometridae.